# Averil Cameron
Dame Averil Millicent Sutton, coniugata Cameron (Leek, 8 febbraio 1940) è una storica e bizantinista britannica.

## Biografia
Averil Cameron nacque nello Staffordshire nel 1940, terza figlia di Tom Roy Sutton e Millicent Drew. Dopo aver conseguito la laurea in Literae Humaniores al Somerville College dell'Università di Oxford, ottenne due borse di studio che le permisero di portare avanti la sua ricerca: l'Edwards Scholarship nel 1960 e la Rosa Hovey Scholarship nel 1962. Sempre nel 1962 sposò il classicista Alan Cameron, da cui avrebbe divorziato nel 1980, pur tenendone il cognome; la coppia ebbe due figli, un maschio e una femmina.
Dal 1965 al 1994 insegnò al King's College London, di cui fu professoressa di storia antica dal 1978 al 1989 e poi professoressa di tarda antichità e studi bizantini dal 1989 al 1994. Nel 1989 fondò il Centre for Hellenic Studies, che diresse personalmente fino al 1994. Nel 1994 fu nominata rettrice (warden) del Keble College dell'Università di Oxford, una carica che mantenne fino al pensionamento nel 2010.
Le sue prime pubblicazioni erano incentrate su autori bizantini e medievali quali Flavio Cresconio Corippo, Gregorio di Tours, Agazia e Procopio; a questi ultimi dedicò le sue prime monografie: Agathias (1970) e Procopius and the Sixth Century (1985). Successivamente si è occupata della relazione tra retorica, cristianesimo e potere politico tra il I e il VI secolo (Christianity and the Rhetoric of Empire, 1991), ma anche degli ultimi centocinquant'anni di storia dell'Impero Romano (The Later Roman Empire, AD 284-430, 1993) e, più in generale, del bacino del Mediterraneo nella tarda antichità (The Mediterranean World in Late Antiquity, AD 395-700, 1993). Nel XXI secolo si è occupata prevalentemente della storia e cultura bizantina, in pubblicazioni sia scientifiche che divulgative, con particolare attenzione a questioni sociali, al ruolo della donna e all'incontro con il mondo islamico.

## Opere tradotte in italiano
- Storia dell'età tardo-antica, Jaca Book, 1992, ISBN 978-8816430242.
- Il tardo impero romano, Il Mulino, 1993, ISBN 978-8815048875.
- Un Impero, due destini. Roma e Costantinopoli fra il 395 e il 600 D.C., ECIG, 1996, ISBN 88-7545-752-2.
- I bizantini, traduzione di Laura Santi, Il Mulino, 2008, ISBN 978-8815127761.